# Stary Ratusz w Bydgoszczy

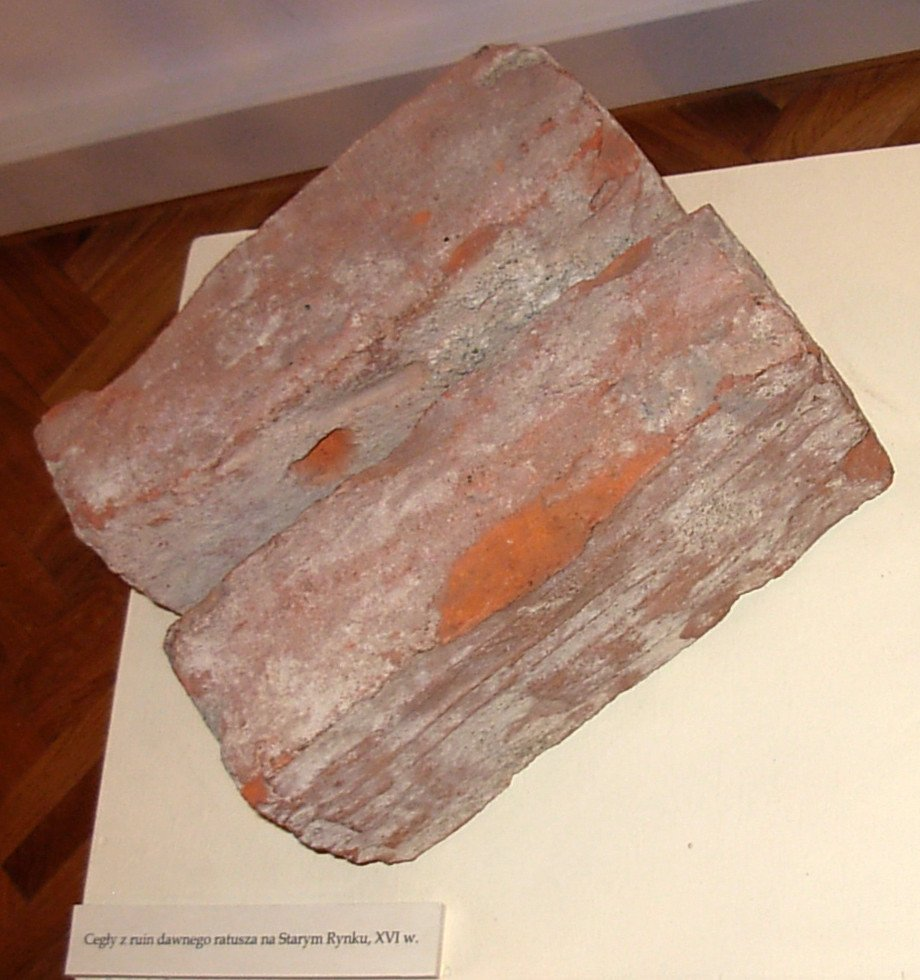
Cegły ze starego ratusza – ze zbiorów Muzeum Okręgowego w Bydgoszczy

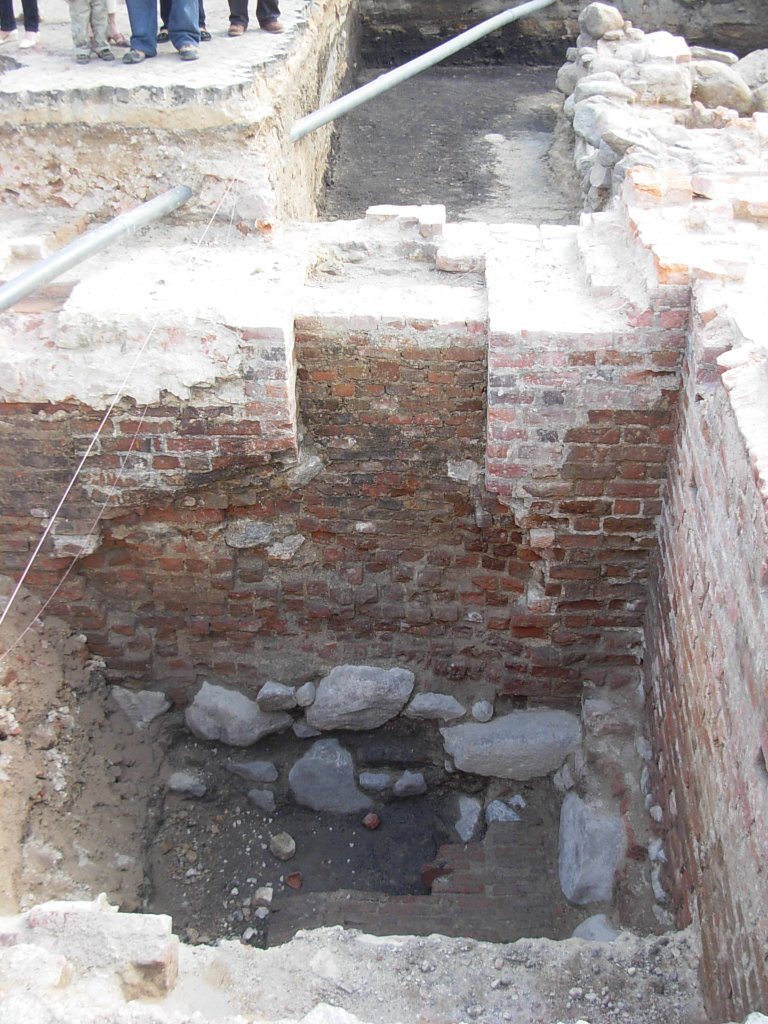
Fragment piwnic

Stary Ratusz w Bydgoszczy – gotycko-renesansowy budynek zbudowany z przeznaczeniem na siedzibę władz miejskich Bydgoszczy, stojący na środku Starego Rynku w Bydgoszczy w latach 1515-1834.
W okresie staropolskim był obok zamku królewskiego najbardziej reprezentacyjnym świeckim budynkiem dawnej Bydgoszczy.

## Historia
Ratusz zbudowano wkrótce po lokacji miasta przez Kazimierza Wielkiego w 1346 roku. Wzniesiono go na środku rynku, jak w większości miast średniowiecznych.
Pierwotny budynek ratusza był prawdopodobnie drewniany. Po jego spaleniu w trakcie ogólnego pożaru miasta w roku 1425 (spłonął wtedy również kościół farny, jak również większość zabudowy), w XV wieku zbudowano budynek murowany w stylu gotyckim. Ta budowla spłonęła z kolei w 1511 roku w czasie pożaru miasta.
W 1515 roku zaczęto budować nowy, reprezentacyjny budynek ratusza według projektu mistrza Jana z Gdańska. Budowniczy przedwcześnie zmarł, przez co budowa postępowała z problemami.
Wojciech Łochowski – ówczesny radca miejski pozostawił taki opis ratusza w 1636 roku: „Całe miasto jest murem opasane, ma wysoką wieżę na czele rynku, roku 1600 kształtnie postawioną i ratusz ozdobnie murowany. Domy murowane, dachówką pokryte i wytrysk wody na rynku kształtnie urządzony”.
Po wojnach szwedzkich znacznie pogorszył się stan techniczny budynku. W 1671-1675 roku napisano, że wieża ratusza była już „niebezpieczna i do upadku bardzo skłonna”. W 1708 roku ratusz spłonął. W 1753 roku budynek był już tak bardzo zdewastowany, że władze miejskie były zmuszone przenieść siedzibę do budynku narożnego przy ulicy Farnej obok ówczesnego kościoła jezuitów.
W latach 1756–1758 spalona wieża została obniżona i nakryta ołowianym daszkiem. W opuszczonym gmachu piwnice i sale były wydzierżawione na różne cele handlowe i usługowe, służąc jeszcze po przejęciu miasta przez władze pruskie w 1772 roku.
Na poddaszu ratusza w latach 1776–1787 odbywały się nabożeństwa gminy ewangelickiej (do czasu, aż w 1787 roku ukończono budowę pierwszego kościoła ewangelickiego w Bydgoszczy przy ulicy Podwale).
W 1830 roku władze pruskie przystąpiły do rozbiórki ruin ratusza. Prace rozbiórkowe ukończono w 1834 roku. Wówczas zapadła się w tym miejscu część rynku i ukazały się podziemne sklepienia, gdzie znaleziono broń białą i łańcuchy. Do ratusza prowadziło podobno wtedy kilka ganków podziemnych, np. do zamku, kościoła jezuitów, w kierunku ulicy Długiej, do klasztoru karmelitów za rzekę Brdę. W latach 1862–1919 i 1940-1945 w miejscu Ratusza stał pomnik króla Prus Fryderyka II Wielkiego.
Pod płytą Starego Rynku znajdują się jedynie fundamenty ratusza. W maju 2010 roku w związku z planowaną przebudową płyty rynku przeprowadzono badania archeologiczne. Podczas wykopalisk wykryto dobrze zachowane fundamenty ratusza, wieży oraz kramów kupieckich. Dodatkowo odkryto ślady osadnictwa z przedlokacyjnego okresu historii miasta: między innymi z XII wieku oraz z okresu kultury pomorskiej (II-III wiek przed naszą erą). Ponowne badania w roku 2016 odkryły fundamenty kilkudziesięciometrowej wieży zbudowane z kamieni otoczakowych, zaprawy murarskiej i gruzu ceglanego, jak też kamienne posadzki piwnic ratusza oraz kanał kominowy znajdujący się w narożniku głównej bryły gmachu. W najniżej kondygnacji wieży, mieszczącej więzienie, odkryte zostały pionowe kreski, prawdopodobnie wyryte na cegłach przez więźniów zaznaczających czas pozostający do końca kary.
18 czerwca 2010 roku Wojewódzki Urząd Ochrony Zabytków uznał, że wszystkie relikty zespołu ratusza znajdujące się pod płytą Starego Rynku w Bydgoszczy podlegają ścisłej ochronie. Zabytkowe konstrukcje winny zostać zachowane w całości, bez możliwości rozbiórki i naruszania przez współczesną ingerencję na przykład w postaci wykopów liniowych – przebieg wszelkich instalacji powinien być zlokalizowany poza strefą występowania reliktów. Uniemożliwiło to planowane wówczas wyeksponowanie pozostałości wieży ratusza poprzez pokrycie szklaną płytą. Rozpatrywano również ekspozycję rozpoznanych fragmentów reliktów ratusza w formie punktowych przeszkleń, jednak z uwagi na konieczność stosowania środków zapobiegających porostowi mikroflorą, na przykład przez zastosowanie klimatyzacji dla eksponowanych zabytkowych konstrukcji, władze miejskie odstąpiły od koncepcji eksponowania podziemi rynku. W rezultacie zrealizowano jedynie wyeksponowanie obrysu fundamentów dawnego ratusza za pomocą ciemniejszych płyt o czerwonym odcieniu.

## Architektura
Na podstawie opisów i starych map można stwierdzić, że nowy budynek ratusza był reprezentacyjny, o znacznych rozmiarach powierzchniowych (36 × 32 m), dominującej wysokości zabudowy i kubaturze odpowiadającej późniejszemu kolegium jezuickiemu.
Główne wejście znajdowało się od strony zachodniej, naprzeciw kościoła jezuitów. Parter posiadał na całej długości podcienie z arkadami, a od strony północnej stała reprezentacyjna wieża ratuszowa z zegarem i dzwonem alarmowym. Od strony południowej przylegał budynek mieszkalny gdzie było wejście do piwnic ratuszowych z piwiarnią i wyszynkiem wina. Strona wschodnia obejmowała odwach straży pożarnej i budynek mieszkalny.
Na poszczególnych kondygnacjach ratusza znajdowały się następujące pomieszczenia:
- na parterze: sala zebrań, gdzie sądy sprawował wójt, sklep oraz jatki w podcieniach,
- na I piętrze: sala rady miejskiej, w której odbywały się posiedzenia, rozprawy sądu miejskiego z udziałem burmistrza, tu podejmowano uroczyście odwiedzających miasto królów i innych gości; do sali rady miejskiej prowadziła reprezentacyjna klatka schodowa,
- na II piętrze: skarbiec, gdzie trzymano akta, broń i zbroje, oraz izba dla pisarza,
- na III piętrze: murowana izba dla trębacza,
- powyżej III piętra: wieża obita blachą, z gankami wokół; hełm wieży posiadał dwie galerie obserwacyjne.

Najbardziej okazałym elementem ratusza była wieża, którą chlubiły się władze Bydgoszczy. Wieżę ratuszową traktowano jako symbol niezależności samorządu miejskiego i reprezentacji miasta. O okazałym kształcie tej budowli świadczą dwa widoki panoramiczne wykonane przez Szwedów: Erika Dahlberga w 1657 roku i Johanna Rudolfa Storna w 1661 roku.

## Galeria zdjęć z wykopalisk (czerwiec 2010 roku)

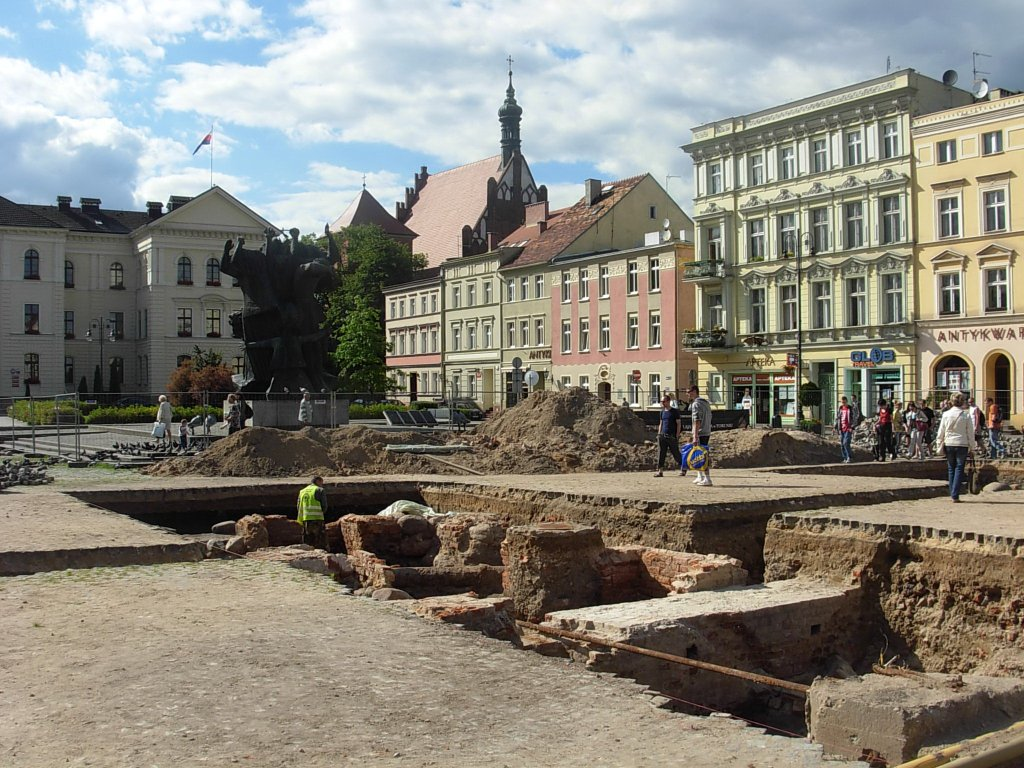
Wykopaliska na Starym Rynku przeprowadzone w maju-czerwcu 2010 roku
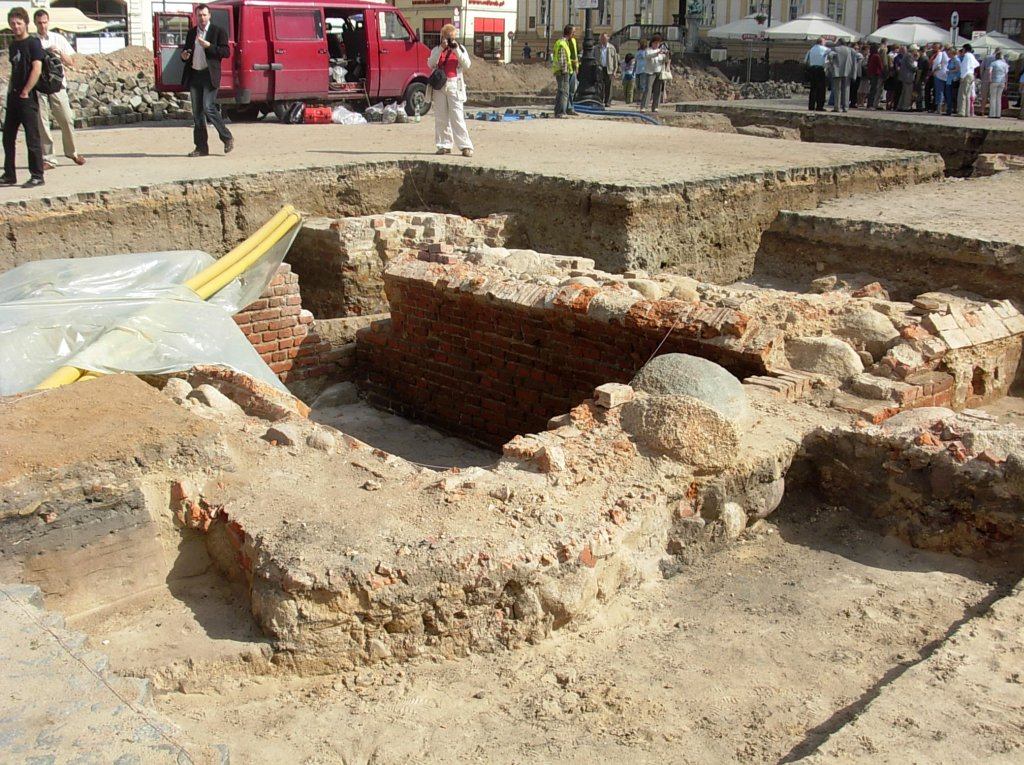
Fundamenty wieży ratuszowej
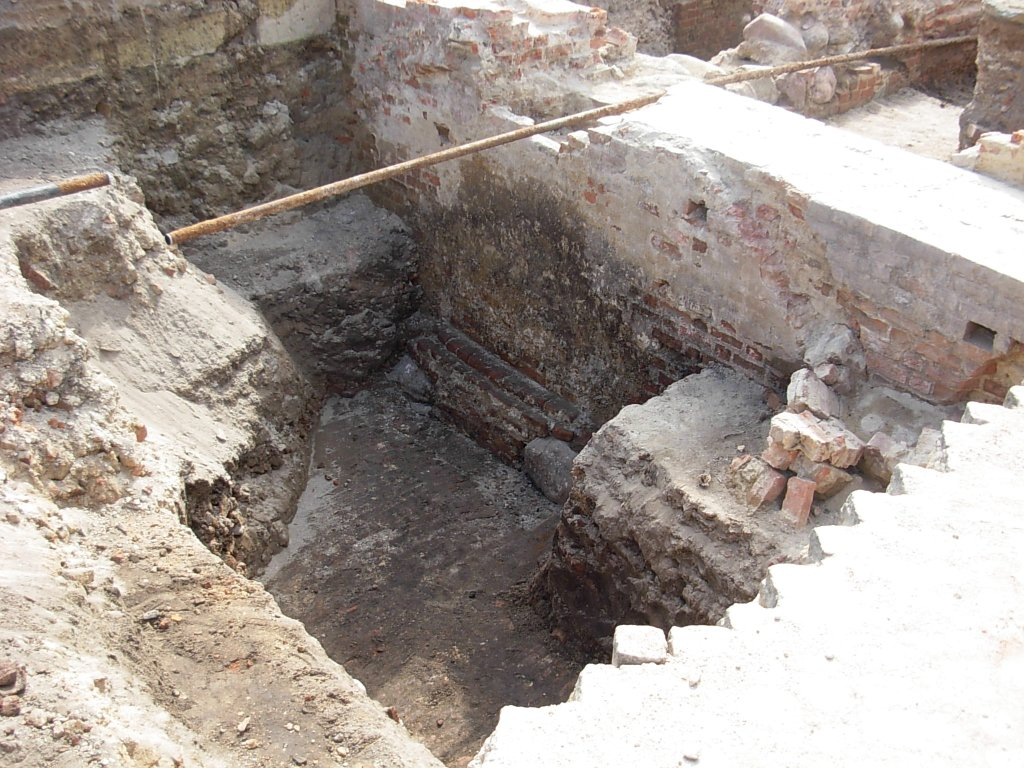
Piwnica ze śladami sklepień
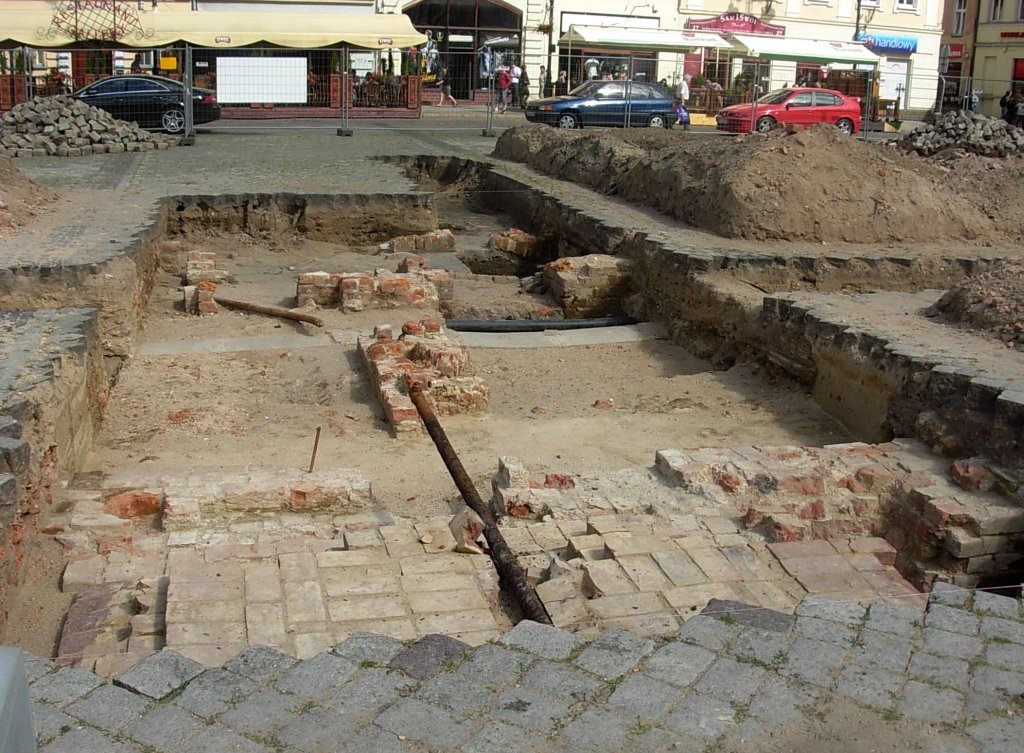
Fragmenty fundamentów kramów kupieckich, przylegających od wschodu do ratusza